# تپه امام زاده گلعنبر
تپه امام زاده گلعنبر مربوط به هزاره اول قبل از میلاد - سده‌های میانه دوران‌های تاریخی پس از اسلام است و در شهرستان ورزقان، بخش مرکزی، دهستتان ازومدل جنوبی، ۲۰۰ متری شمال روستای گلعنبر واقع شده و این اثر در تاریخ ۲۷ بهمن ۱۳۸۷ با شمارهٔ ثبت ۲۴۵۰۷ به‌عنوان یکی از آثار ملی ایران به ثبت رسیده است.